# Porte Písek
La Porte Piseck ou Písek (en tchèque, Písecká brána ; également Bruská brána d'après le ruisseau Brusky) est une porte de ville de Prague faisant partie des anciennes fortifications baroques. Elle est située entre la station de métro Hradčanská et le palais d'été de la reine Anne. Elle fait partie des rares portes de la ville ayant subsisté. En raison de son importance historique, elle a été considérée comme monument de la ville et bien protégé.

## Nom
Le nom de la porte est né du transfert du nom d'une porte plus ancienne et démolie de la fortification médiévale de Malá Strana, qui se trouvait à l'angle de la rue Valdštejnská quelques centaines de pas plus loin, près du village de Písek sur la Vltava. Le nom de la porte menant au nord n'a donc aucun rapport avec la commune de Písek en Bohême-du-Sud.

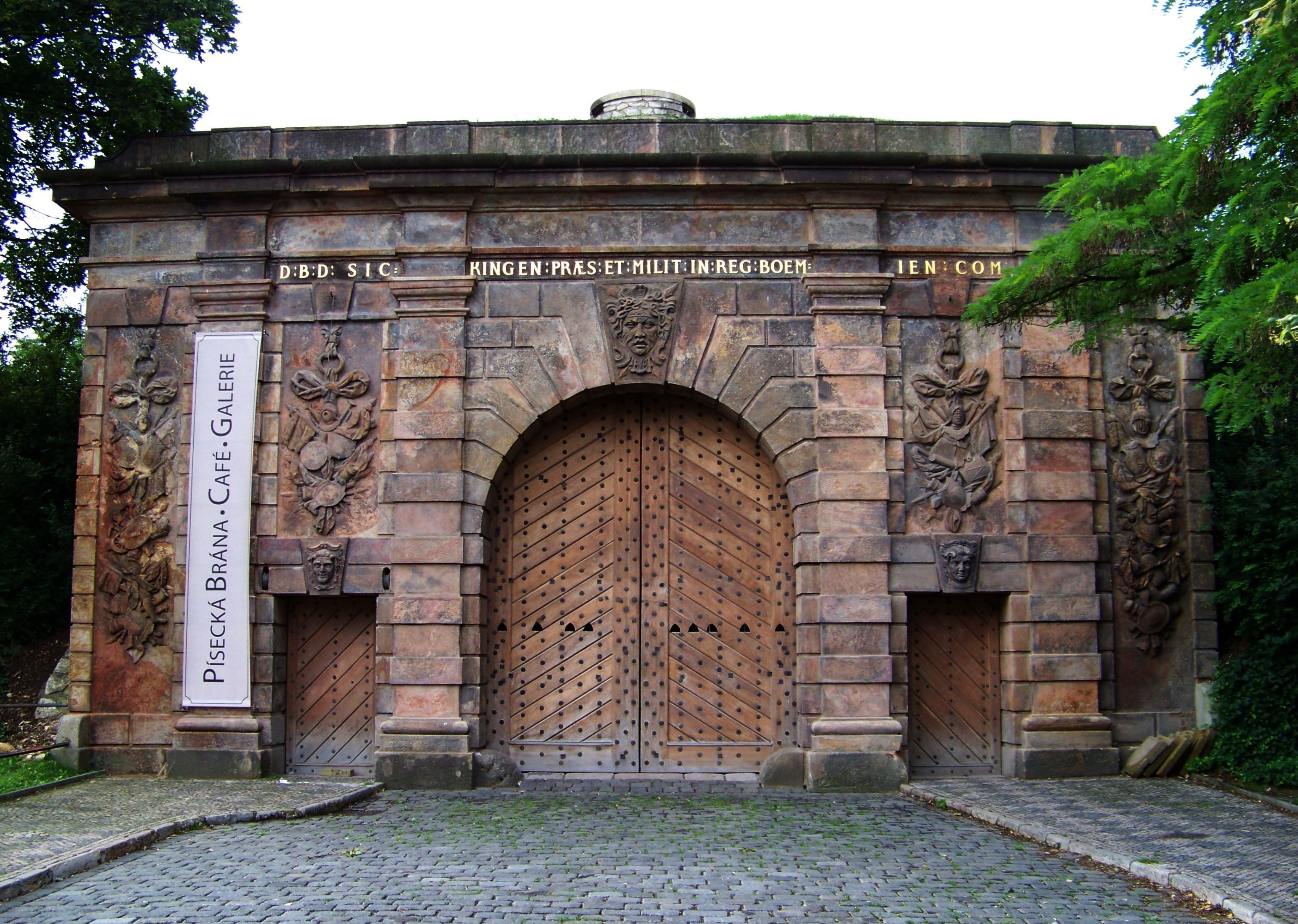
Vue côté extérieur
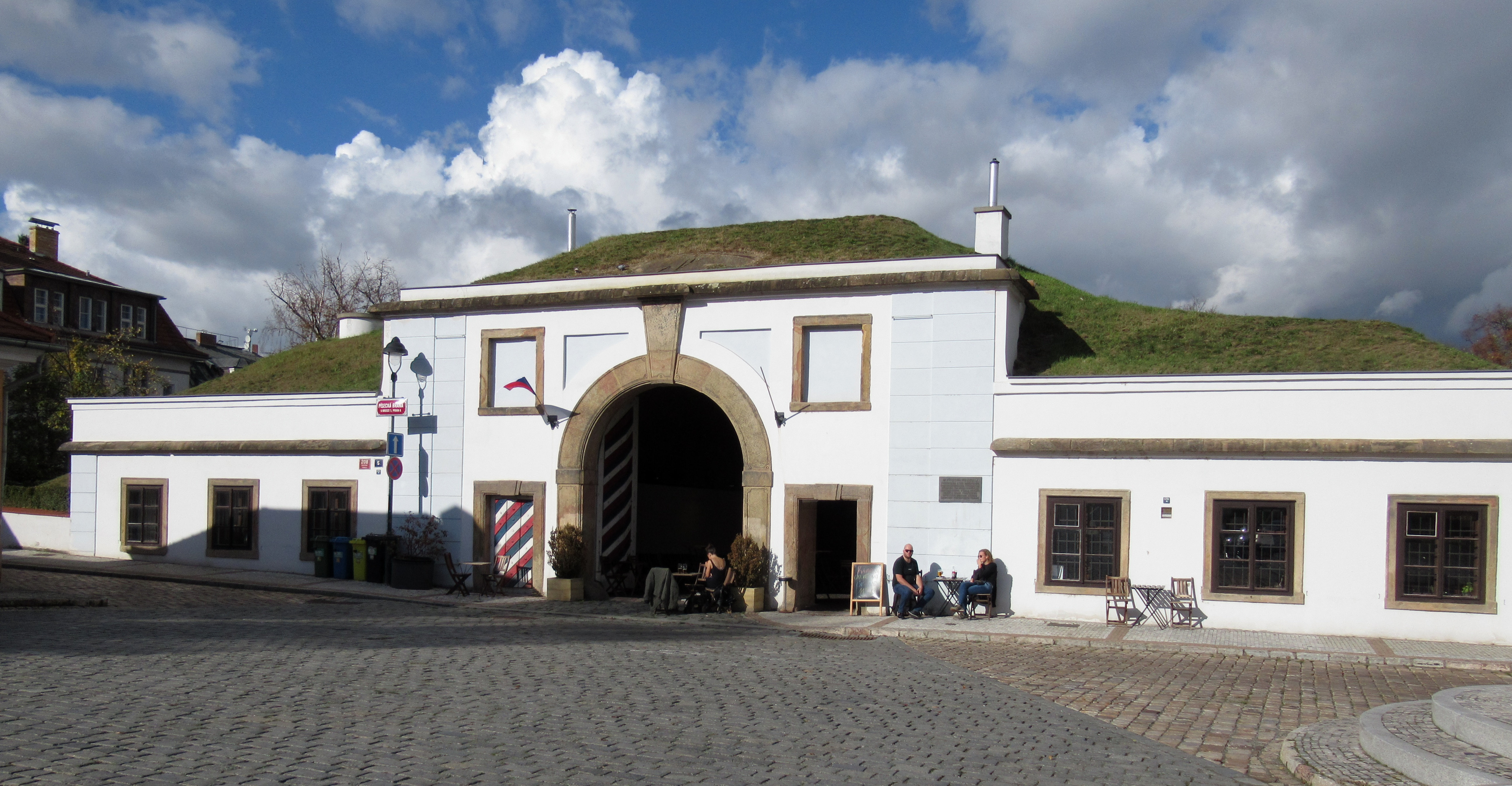
Vue côté intérieur
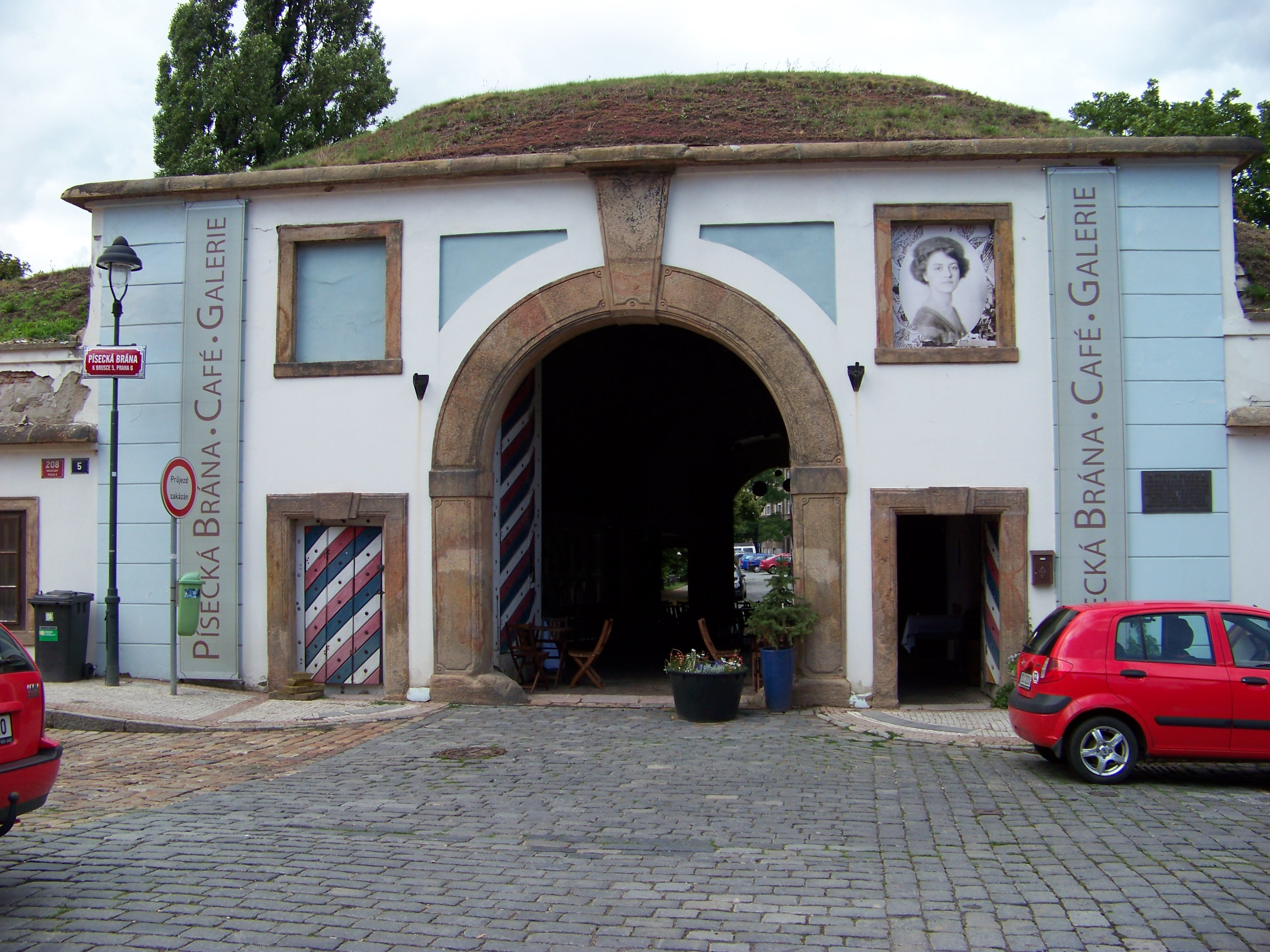
Entrée côté ville
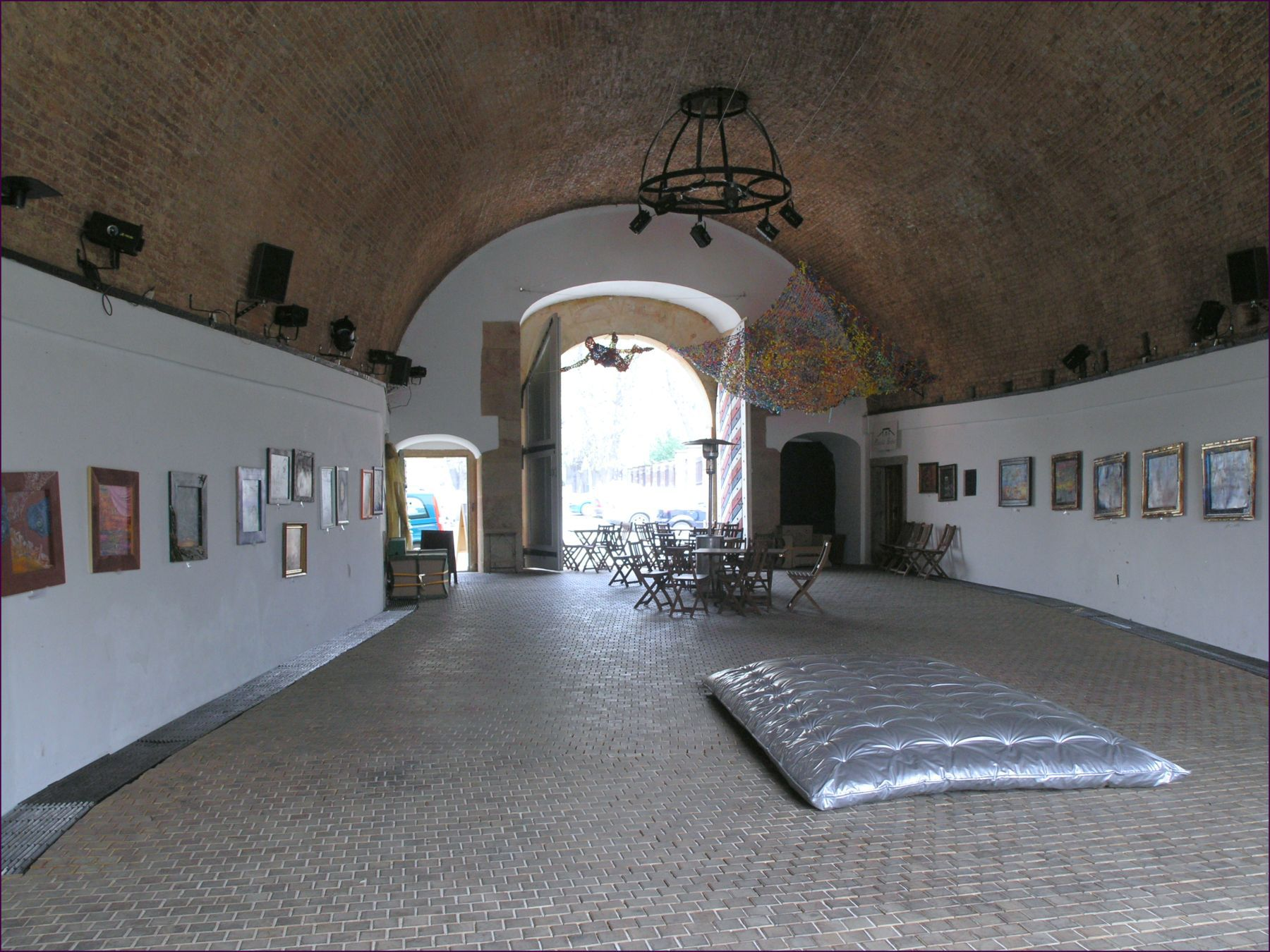
Le café-galerie à l'intérieur
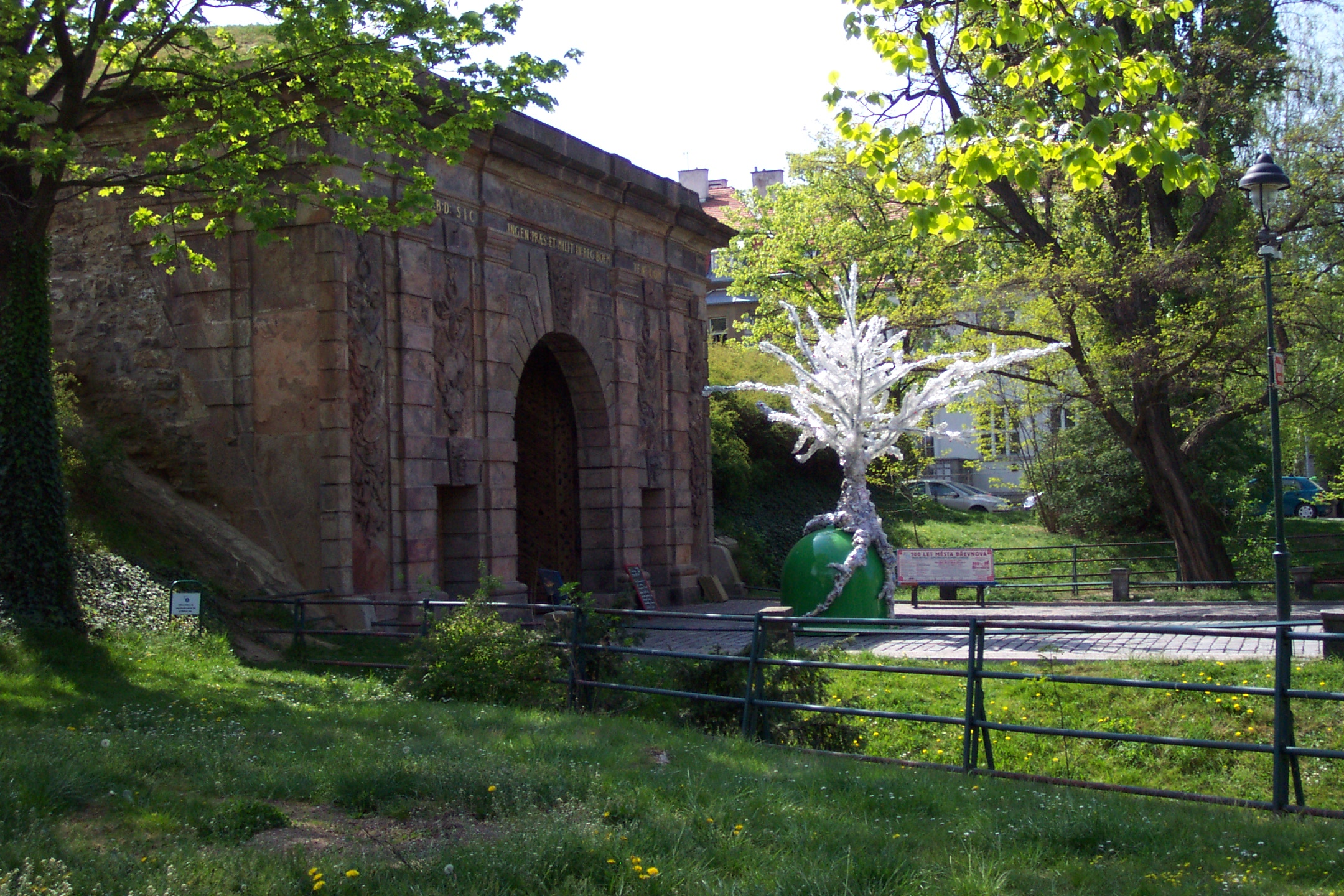
La porte

## Histoire
La porte Píseck a été construite en 1721 par l'architecte italien Giovanni Battista Alliprandi. Elle était coincée entre les bastions de St Georges et Sainte Ludmila. En 1741, pendant les guerres de Succession d'Autriche, le roi tchèque Karel Albrecht de Bavière arriva à Prague par cette porte, car sa défense était assurée par une garnison faible, des habitants et des étudiants non entraînés.
Au-delà de la porte se trouvait l'intersection de plusieurs routes. Deux chemins divergeaient vers le nord. Une autre route menait à l'est jusqu'à Holešovice et à l'ouest hors des murs jusqu'à Břevnov. L'importance de la porte a augmenté dans les années 1830-1831, lorsque la première gare de Prague a été construite à l'intersection.
Après la guerre austro-prussienne de 1866, il a été décidé que les villes fortifiées n’étaient plus nécessaires et l’anneau de fortification de Prague a commencé à être progressivement démantelé. Les murs mariaux ont survécu jusqu’au début du XXe siècle, lorsqu’il ne restait que des fractions, y compris la porte Písek. Grâce à une nouvelle route qui la contournait, la porte n’était plus considérée comme un obstacle à la circulation croissante et est restée debout : en 1898 les ailes latérales furent abattues mais la porte elle-même a été préservée, grâce à la ténacité des habitants.
Après une longue période de négligence au XXe siècle, la porte Písek a été restaurée et reconstruite entre 2000 et 2002 et transformée en café et en galerie d'art ; des mariages y sont également organisés. 

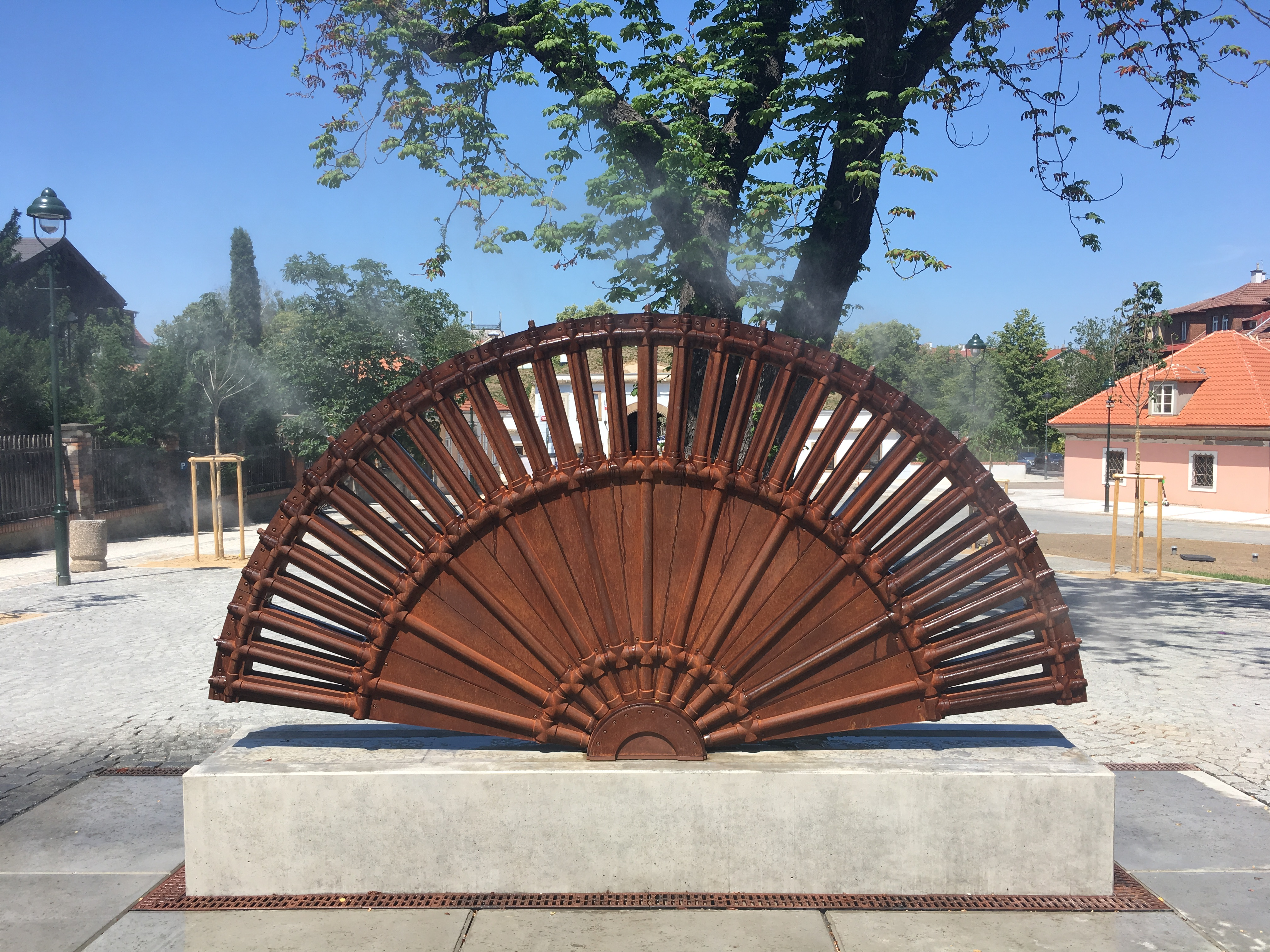
Martina Hozová : L'éventail de Žofia Chotková (2019)

Depuis 2019, la sculpture L'Éventail de Žofia Chotková de la sculptrice Martina Hozová y est placée.